# Ptilocichla
Ptilocichla là một chi chim trong họ Pellorneidae.